# Rückstoßfreies Geschütz

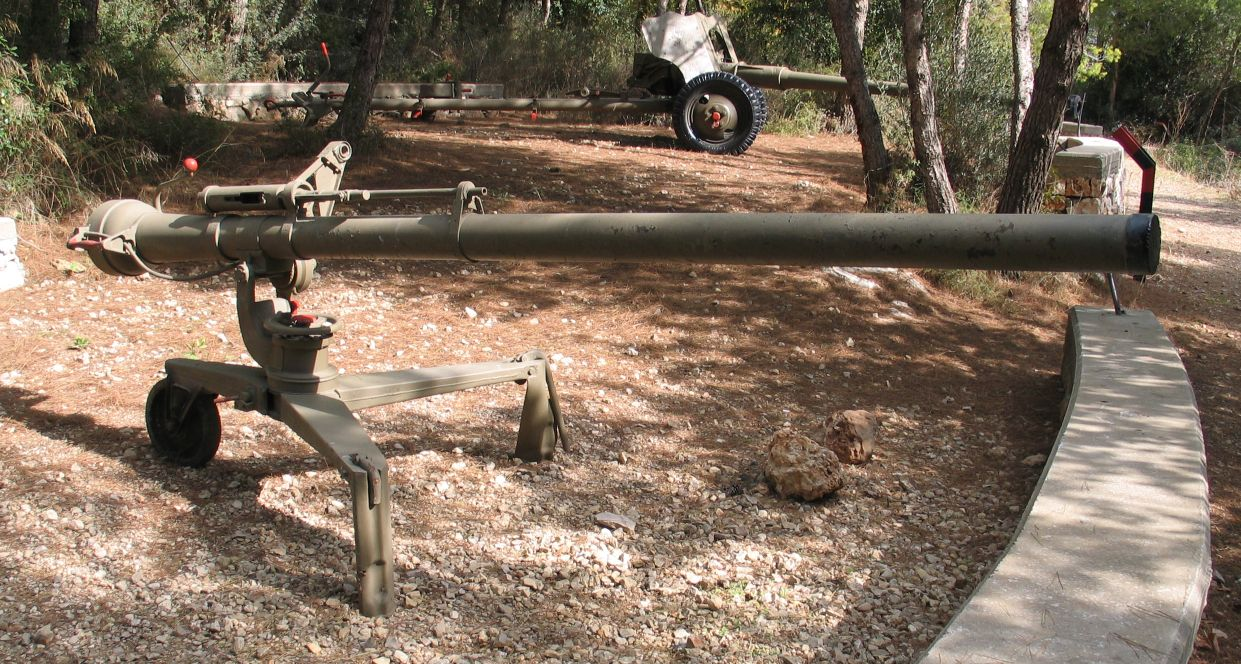
Rückstoßfreies Geschütz M40, Kaliber 106 mm. Mündung rechts

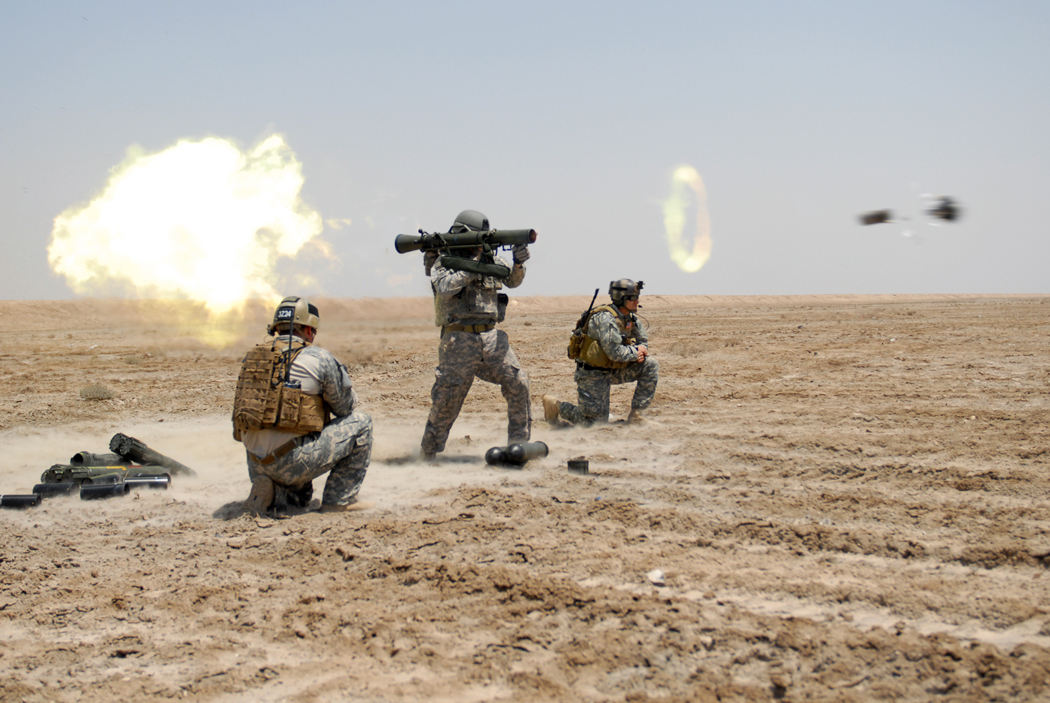
US-Soldat mit einer FFV Carl Gustaf

Ein rückstoßfreies Geschütz ist eine militärische Waffe, bei der der Rückstoß ausgeglichen oder stark vermindert wird in unterschiedlichen Kalibern; von der leichten Schulterwaffe über lafettierte Geschütze mit Bedienmannschaft bis hin zu Geschützen auf Selbstfahrlafetten. Abzugrenzen sind die rückstoßfreien Geschütze von Startgeräten für Raketen.

## Prinzip
Bei den meisten konventionellen Schusswaffen ist das hintere Rohrende mit dem Verschluss verschlossen. Nach dem Zünden der Treibladung dehnen sich die Verbrennungsgase aus und treiben das Projektil voran. Dabei erhält es – gemäß dem Satz der Impulserhaltung – durch die Gegenreaktion zur Geschossbeschleunigung einen Bewegungsimpuls. Je größer die Masse des Projektils und je größer die Mündungsgeschwindigkeit, desto größer der Rückstoß. Zwar gibt es mit Mündungsbremsen oder dem hydraulischen Rohrrücklauf konstruktive Mittel, um den Rückstoß zu vermindern, trotzdem muss die Lafette schwer genug sein bzw. der Schütze muss den Rückstoß abfangen können.
Die Grundidee bei einem rückstoßfreien Geschütz ist es, eine Impulsgleichheit zu erreichen, so dass der Bewegungsimpuls des Geschosses aufgehoben wird.

### Gegenmasseimpuls
Ein Impuls ist das Produkt aus der Masse des Körpers und seiner Geschwindigkeit. Gemäß dem Impulserhaltungssatz kann der Impuls des beschleunigten Geschosses durch einen Gegegenimpuls in der gegensätzlichen Richtung ausgeglichen werden:

Bei Waffen, die auf diese Weise arbeiten, hat das Rohr einen konstant gleichen Innendurchmesser und ist an beiden Enden offen. Somit ist sichergestellt, dass die Explosion der Treibladung sich nur in zwei Richtungen ausbreiten kann.

#### Zusätzliche Gegenmasse

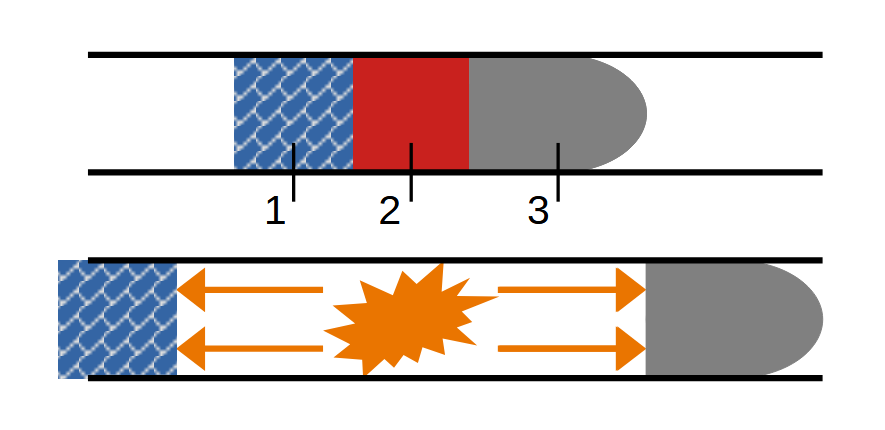
Prinzip zusätzliche Gegenmasse

Bei diesem Prinzip befindet sich in der Patrone die Treibladung zwischen dem Geschoss und der Gegenmasse. Beim Abschuss wird das Geschoss nach vorne und die Gegenmasse nach hinten beschleunigt. Grundsätzlich eignen sich für die Gegenmasse schwere Materialien, die sich hinter dem Schützen schnell zerstäuben. Genutzt werden z. B. Eisenpulver und neuerdings Kunststoffkugeln.
Das Prinzip wird auch „Davis-Kanone“ nach dem Erfinder Cleland Davis genannt.
Um mit einer Gegenmassekanone die gleiche Leistung wie bei einem konventionellen Geschütz zu erzielen, muss das Gegengewicht das gleiche Gewicht haben wie das Projektil und die Treibladung muss doppelt so groß sein.

#### Gegenmasse aus Verbrennungsgasen

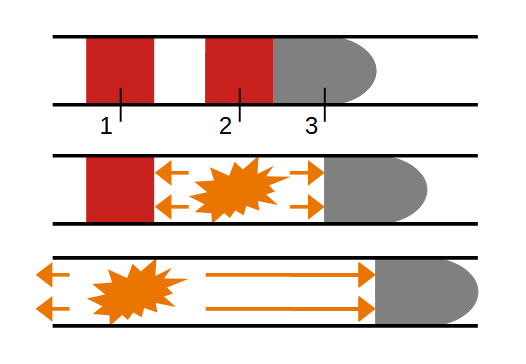
Prinzip Gegenmasse aus Verbrennungsgasen

Um einen Gegenmasseimpuls zu erzeugen, muss man nicht unbedingt einen zusätzliche Gegenmasse in die Patrone einbringen. Die Treibladungsgase haben auch selbst eine Masse. Um einen genügend großen Gegenmasseimpuls aus den Verbrennungsgasen zu erreichen, muss es genügend schnell nach hinten beschleunigtes Verbrennungsgas geben. Dann ist genug Druck im Lauf vorhanden, um das Projektil zu beschleunigen. Es werden sehr schnell verbrennende Treibladungen wie feinkörniges Schwarzpulver verwendet. Jedoch erzeugen große und schnell verbrennende Treibladungen auch einen hohen Druck im Lauf. Das Material des Laufs muss dann dick genug sein, um dem Druck standzuhalten, was das Gewicht der Waffe erhöhen würde. Mit einer geringen Menge Treibladung lassen sich aber nur geringe Mündungsgeschwindigkeiten erreichen, was den Einsatz dieses Prinzips in einer Waffe limitiert. So hatte die frühe Panzerfaust, welche nach diesem Prinzip funktioniert, nur einer Reichweite von 30 Metern.
Die Leistung solcher Waffen lässt sich aber trotzdem steigern, indem Treibladung im Rohr verteilt wird. Die Treibladungen werden zeitversetzt gezündet und der Gasdruck bleibt unter einem sicherheitskritischen Niveau. Die spätere Panzerfaust hatte eine Zusatzladung etwa in der Mitte des Rohrs. Die sowjetische RPG-2 enthält sogar sechs Treibladungsportionen.

### Lavaldüse

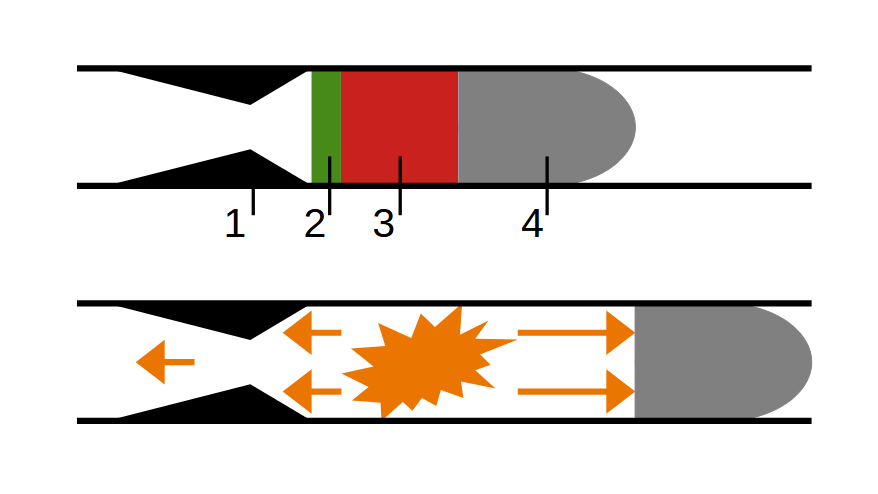
Prinzip Düsenkanone

Prinzip Kromuskit

Das Prinzip mit der Lavaldüse ist ein Mittelweg zwischen dem konventionellen, durch einen Verschluss vollständig verschlossenen Rohr und dem vollständig offenen Rohr mit konstantem Querschnitt. Die Lavaldüse ist eine besonders geformte Verengung des Rohrquerschnitts.
Die Verbrennungsgase werden vor der Düse gestaut und dienen so als fluidmechanische Abstützung für die Beschleunigung des Geschosses nach vorne. Durch diese fluidmechanische Abstützung wirkt eine nach hinten gerichtete Kraft auf das Rohr. Gleichzeitig werden die Verbrennungsgase nach der Düse auf Überschallgeschwindigkeit beschleunigt. Wie bei einem Rückstoßantrieb wirkt auf das Rohr eine Kraft, die den Geschossrückstoß aufhebt. Allerdings muss die Patrone deutlich mehr Treibladung enthalten. Nur etwa 20 % der Verbrennungsgase entfallen auf die Beschleunigung des Geschosses, der Rest wird für die Aufhebung des Rückstoßes verwendet.
Manchmal wird in der Literatur die Venturi-Düse erwähnt, aber weil hier Überschallvorgänge stattfinden, handelt es sich korrekterweise um die Lavaldüse. Häufig wird die Waffe nicht komplett rückstoßfrei, sondern rückstoßarm konzipiert, und zwar so, dass der Restrückstoß von der Lafette oder dem Schützen gut aufgenommen werden kann. Im Vergleich zu dem Gegenmasseprinzp ist die Munition leichter.

#### Düsenkanone
Bei der Düsenkanone befindet sich die eine zentrale Lavaldüse hinter der Patrone. Sie ist in der Regel in den Verschluss integriert und kann zum Laden weggeklappt werden. Der Patronenboden besteht aus einer Dämmscheibe. Beim Abschuss bricht die Dämmscheibe, sobald ein gewisser Druck aufgebaut ist. Die Verbrennungsgase strömen in die enger werdende Düse und werden dadurch auf Überschallgeschwindigkeit beschleunigt.

#### Kromuskit
Bei dem System Kromuskit (benannt nach den Amerikanern Kroegerund und Musser, wobei der Erfinder eigentlich der Brite Dennistoun Burney war) ist der Patronenboden massiv, die Hülse hat aber seitlich viele Löcher. Diese sind mit einem brennbaren, leichten Material verschlossen, damit das Treibladungspulver in der Hülse bleibt. Die in die Waffe geladene Patrone ist umgeben von einer ringförmigen Kammer. Beim Abschuss strömen Verbrennungsgase seitlich aus den Öffnungen der Hülse in die ringförmige Kammer. Hier stauen sich die Verbrennungsgase, werden dadurch auf Überschallgeschwindigkeit beschleunigt und strömen dann durch ringförmig angeordnete Düsenöffnungen heraus.

## Nachteile

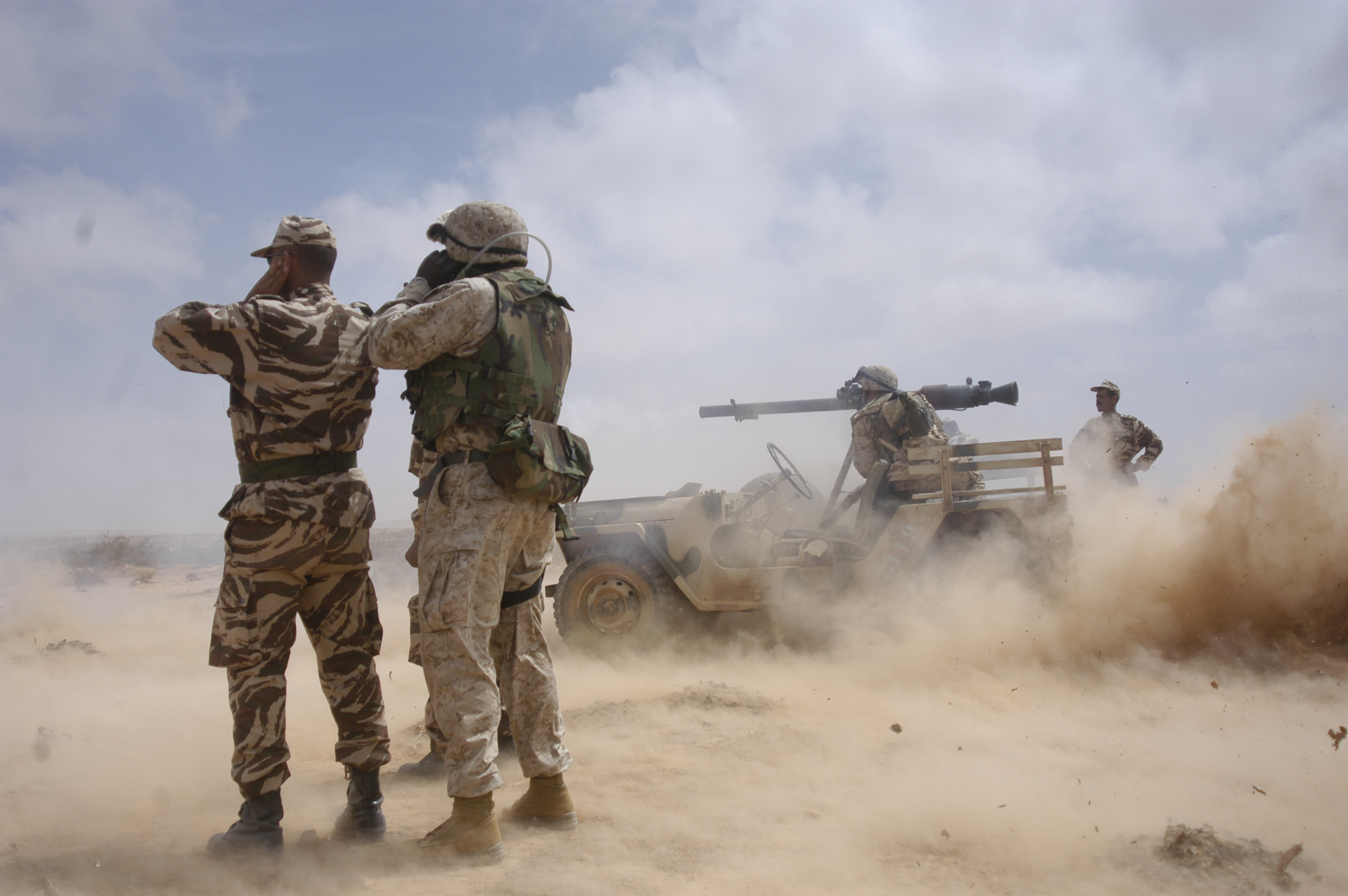
Sowjetische SPG-9 auf Geländewagen; man beachte den aufgewirbelten Staub und die offensichtlich hohe Lautstärke

Trotz einiger Vorteile gegenüber konventionellen Geschützen haben rückstoßfreie Geschütze einige Nachteile:
- Der Bereich hinter der Waffe ist wegen herausströmender Verbrennungsgase und/oder der herausgeschleuderter Gegenmasse gefährlich für Personen. Immer wieder kommt es auch in Friedenszeiten bei Übungen zu tödlichen Unfällen.[8]
- Die Waffen können nicht bzw. nur bedingt aus beengten Räumen abgeschossen werden.
- Ein feuerndes Geschütz ist durch die Verbrennungsgase und eventuell den aufgewirbelten Staub leichter zu entdecken.
- Die Patronen sind größer und wiegen mehr. Es wird mehr Treibladung und ggf. eine Gegenmasse benötigt.
- In der Regel sind die Geschütze nicht für längeres anhaltendes Feuer konstruiert. Sie sind ausgelegt, möglichst leicht zu sein, haben somit eine geringere Wärmekapazität und überhitzen schneller.
- Der Schalldruckpegel ist für das Bedienpersonal sehr hoch.[3][9]

## Geschichte

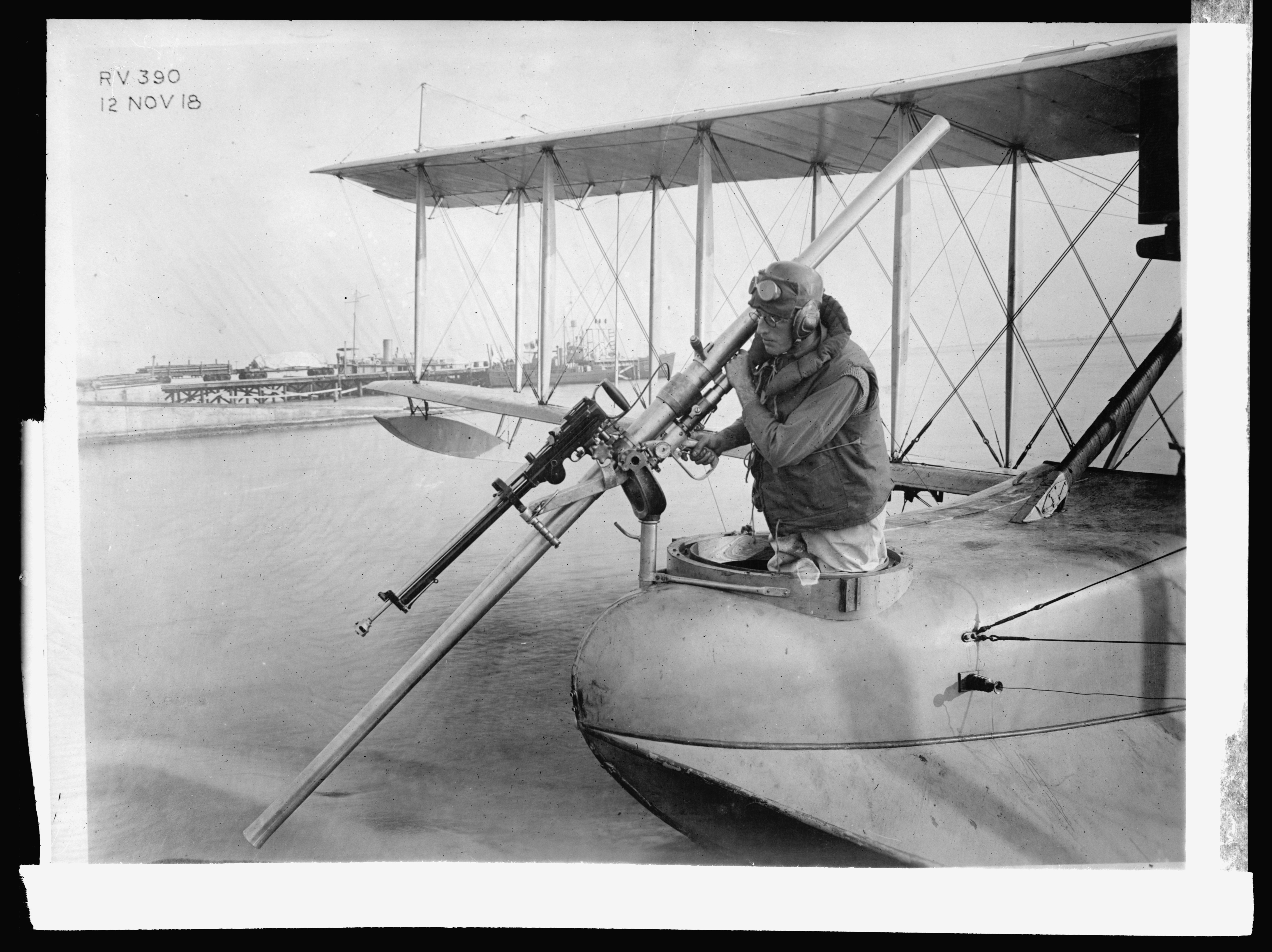
Davis-Kanone am Flugboot, um 1918

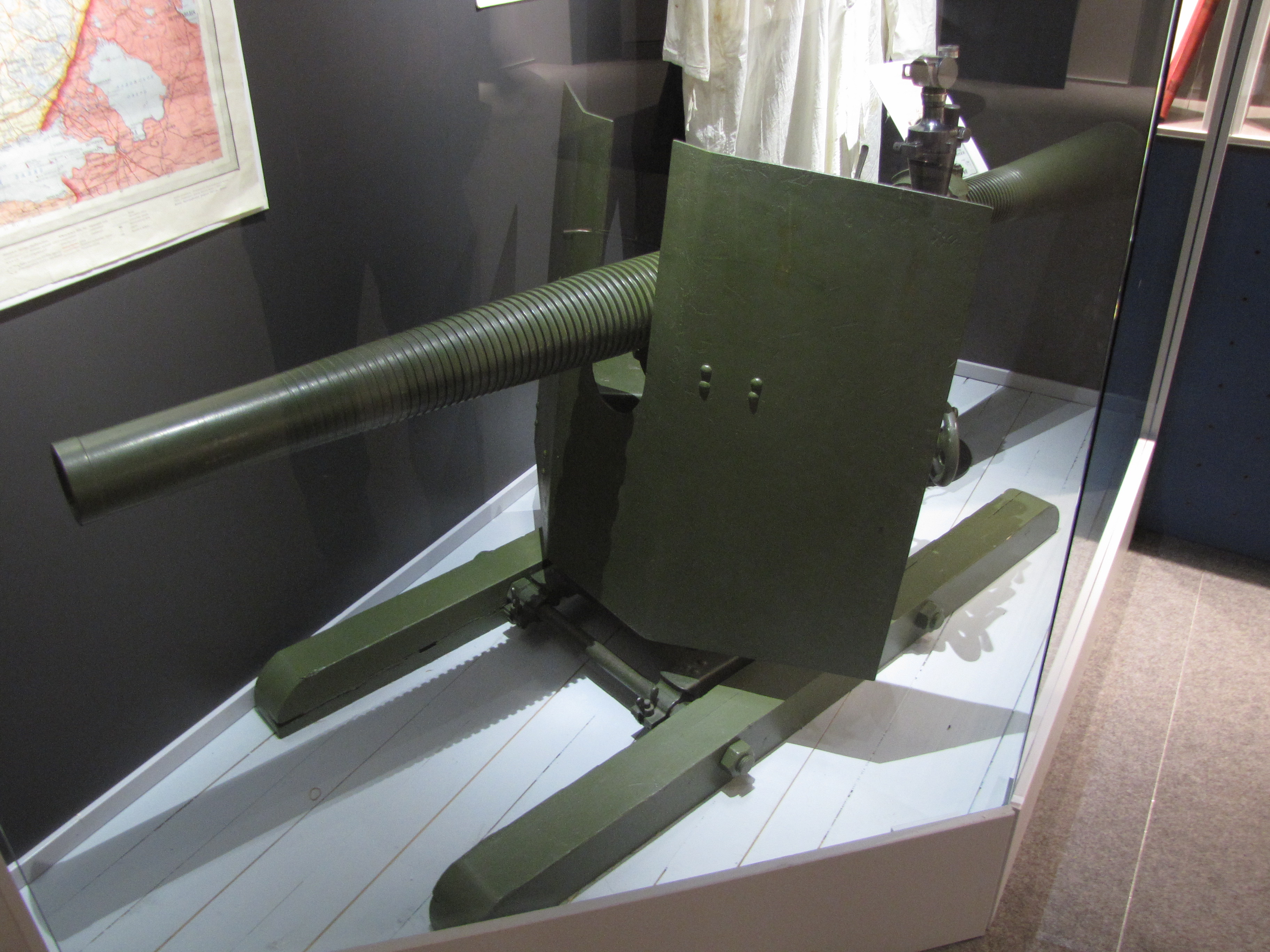
Sowjetisches BPK-76 aus der Zwischenkriegszeit

### Vor dem Zweiten Weltkrieg
Schon früh hat man sich mit der Idee einer Gegenmassekanone beschäftigt. Einer der ersten bekannten Entwürfe stammt von Leonardo Da Vinci (1452–1519).
Bereits kurz vor dem Ersten Weltkrieg entwickelte Cleland Davis bei der US-Marine die Davis’sche Gegenmassekanone. Die Treibladung wurde zwischen zwei Rohren eingebracht. In einem befand sich das eigentliche Geschoss, im anderen eine zum Geschoss gewichtsmäßig gleiche Gegenmasse, hergestellt aus einem Gemisch aus Fett und Flintenschrot. Die Motivation für die Entwicklung dieser Waffe war die militärische Nutzung als Flugzeugbewaffnung. Eine rückstoßfreie Waffe war naheliegend, weil die damals neuen Flugzeuge leicht und fragil waren. Tatsächlich wurden die Kanonen nur in einem sehr begrenzten Umfang als Flugzeugbewaffnung operativ eingesetzt. Die Wirkung der Munition im Ziel war nicht zufriedenstellend. Varianten mit kleineren Kalibern waren zu wirkungsschwach, Varianten mit größeren Kaliber waren zu groß für die damaligen Flugzeuge. Das Rohr der Waffe war mit bis zu 3 m unhandlich lang. Schließlich machten bessere Fliegerbomben und deren Abwurfsysteme die Davis-Kanone obsolet.
1921 patentierte der Brite Charles J. Cooke einen Entwurf für ein rückstoßfreies Geschütz ohne Gegenmasse. Es wurde aber nicht realisiert.
Der russische Mathematiker Dmitri Pawlowitsch Rjabuschinski legte noch vor den Wirren der Februarrevolution 1917 die theoretischen Grundlagen für rückstoßfreie Geschütze ohne Gegenmasse fest. In der Zwischenkriegszeit baute Leonid Wassiljewitsch Kurtschewski auf dieser Arbeit auf und entwickelte die ersten rückstoßfreien Geschütze mit einer Lavaldüse. Nur das 76-mm BPK-76 sowie ein Geschütz als Flugzeugbewaffnung erreichten in den 1930er Jahren die Einsatzreife. Die Geschütze waren jedoch unzuverlässig und hatten eine zu geringe Mündungsgeschwindigkeit. Kurtschewski und seine Unterstützer wollten eigentlich eine Umbewaffnung von konventionellen auf rückstoßfreie Geschütze erreichen und überschätzten sich dabei. Als Folge wurden bis Mitte 1941 alle rückstoßfreien Geschütze aus den sowjetischen Streitkräften ausgesondert. Das rückstoßfreie Prinzip war in der Sowjetunion derart diskreditiert, dass in den Folgejahren keine weitere Entwicklung stattfand. Nur zu Beginn des Fortsetzungskrieges 1941 wurde die Waffe von der Sowjetunion in geringem Umfang eingesetzt.

### Zweiter Weltkrieg

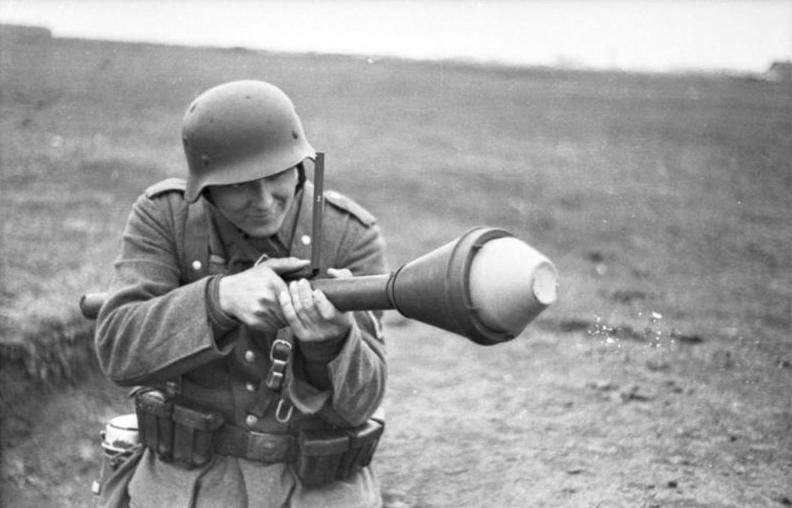
Panzerfaust, 1944

Amerikanische M18 wird geladen, die perforierte Hülse ist sichtbar, 1945

Das Deutsche Reich begann 1930 mit der Entwicklung sogenannter Leichtgeschütze. Es wurden verschiedene Varianten des 7,5-cm-Leichtgeschützes 40, des 10,5-cm-Leichtgeschützes 40 und des 10,5-cm-Leichtgeschützes 42 entwickelt. Dabei setzte Deutschland auf das gleiche Prinzip wie Russland, mit einer Dämmplatte im Hülsenboden und der Lavaldüse dahinter. Deutsche Fallschirmjägern setzten bei der Luftlandeschlacht um Kreta zum ersten Mal rückstoßfreie Geschützte signifikant ein.
Rheinmetall-Borsig entwickelte in Deutschland im Zweiten Weltkrieg mehrere Prototypen von Gegenmassegeschützen als Flugzeugbewaffnung. Das Sondergerät SG 104 war ein 11 m langes Rohr, welches unter dem Bomber Dornier Do 217 montiert wurde. Bei einem Gesamtgewicht von 3,4 t sollte es ein 680-kg-Geschoss gegen Großkampfschiffe abfeuern. Als ein großes Problem stellte sich die Druckwelle des Mündungsknalls heraus. Des Weiteren wurden die Sondergeräte SG 113 und SG 116 erprobt. Mit diesen Waffen sollten Bodenziele von oben bzw. Luftziele von unten beschossen werden.
Ab 1940 entwickelte Schweden mit der Carl Gustaf pvg m/42 eine tragbare Panzerbüchse. Das rückstoßfreie Prinzip war dem deutschen Leichtgeschütz sehr ähnlich. Die Wirkung der Waffe basierte auf dem konventionellen Wuchtgeschoss. Da die Durchschlagsleistungen bei modernen Panzern zu gering waren, wurde die Produktion wurde 1944 eingestellt.
Die erste erfolgreiche rückstoßfreie Panzerabwehrhandwaffe mit dem Prinzip des rückstoßfreien Geschützes wurde in Deutschland während des Krieges entwickelt. So setzten die Deutschen ab 1942 die Faustpatrone und ab 1943 die Panzerfaust erfolgreich ein.
Der Brite Dennistoun Burney begann ab 1941 an rückstoßfreien Geschützen zu experimentieren. Anstatt der Dämmplatte im Hülsenboden, wie bei den russischen und deutschen Düsenkanonen, nutzte er eine seitlich perforierte Hülse, die sich in einer Hohlkammer befand. Nur einige experimentelle Waffen wie eine schultergestützte 3,45 Zoll Infanteriewaffe und größere Panzerabwehrgeschütze wurden 1944–45 gebaut. 1942 teilte das Vereinigte Königreich die Arbeit von Burney mit den Vereinigten Staaten.
Ab 1943 entwickelten der Physiker William K. Kroegerund und der Ingenieur Clarence Walton Musser für die USA mit „Kromuskit“ ein System ähnlich dem von Burney. Kromuskit verwendet ebenfalls gelochte Hülsen, die es den Verbrennungsgasen ermöglichen, in eine ringförmige Kammer und dann weiter durch Öffnungen am Ende des Geschützes zu entweichen. Kurz vor Ende des Krieges, im März 1945, erreichten die ersten Exemplare der tragbaren M18 (Kaliber 57mm) und der lafettierten M20 (Kaliber 105 mm) die Front.

### Nach dem Zweiten Weltkrieg

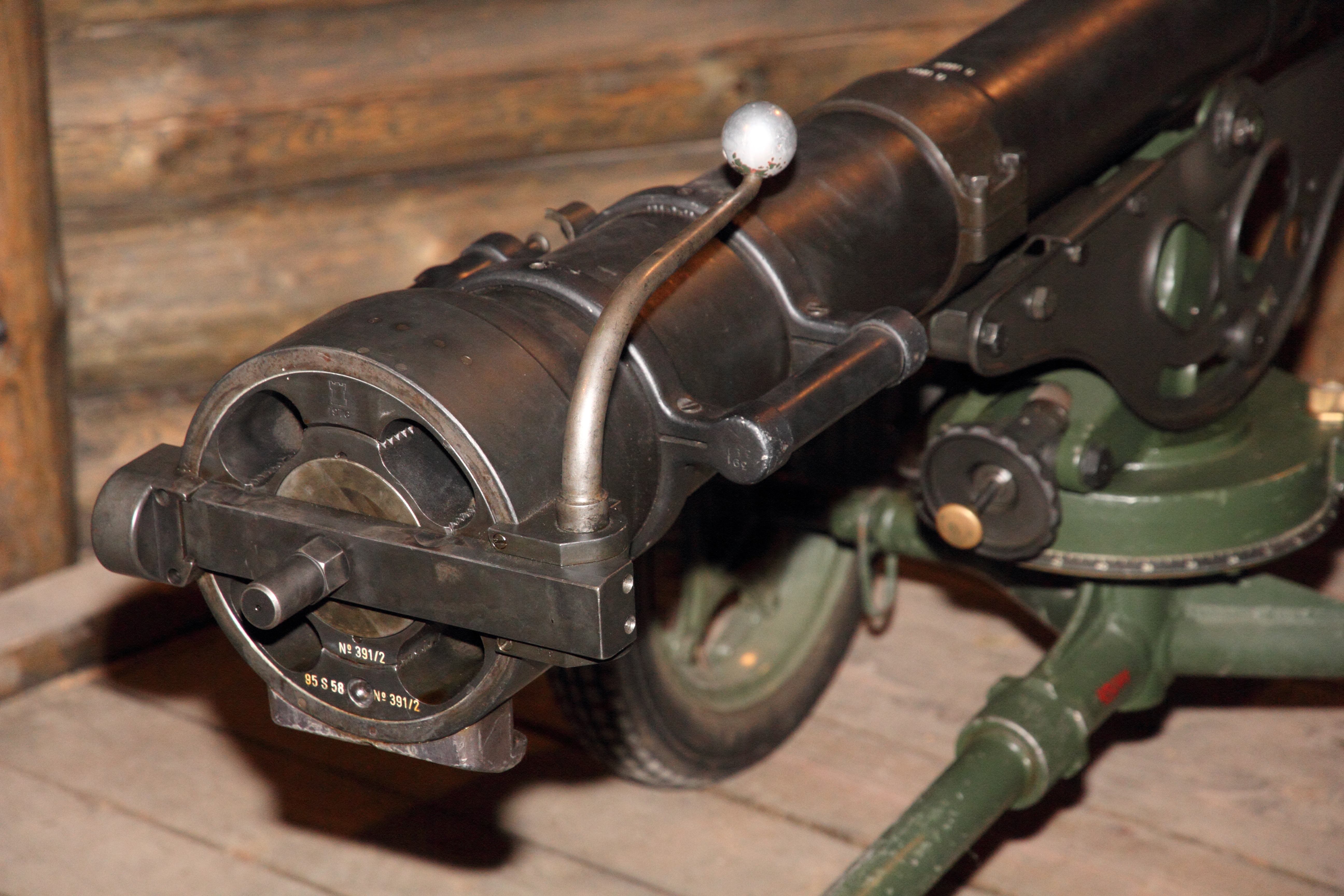
Finnische 95 S 58-61, sichtbar die vier Düsenöffnungen

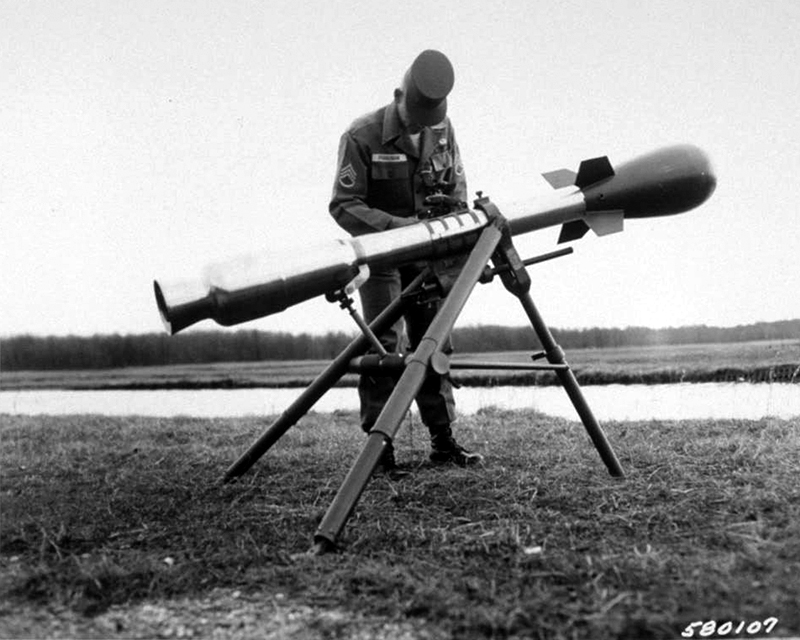
Taktische Kernwaffe Davy Crocket

Nach dem Zweiten Weltkrieg konstruierten und importierten verschiedene Staaten rückstoßfreie Geschütze. Die Briten führten 1952 120 mm BAT ein; interessanterweise wandten sie sich wieder mit dem Prinzip der Düsenkanone mit der zentralen Lavaldüse zu. Die USA führten das M67 (1955), M40 (1965) und sogar die Davy Crockett (1958) für Atomgranaten ein. Die Sowjetunion entwickelte die 1954 Geschütze 82-mm B-10, 107-mm B-11 und 1963 das SPG-9.
Die schweren rückstoßfreien Geschütze hatten entweder eine Bodenlafette oder sie wurden auf geländegängige Fahrzeuge montiert. Die Fahrzeuge dienten als schnelle Panzerjäger.
Parallel zu den schweren rückstoßfreien Geschützen schritt die Entwicklung der rückstoßfreien Panzerabwehrhandwaffen voran. Ab 1948 wurde die schwedische Carl Gustav produziert und wurde in über 50 Ländern eingeführt. Die Sowjetunion entwickelte zunächst die RPG-2. Die 1962 eingeführte sowjetische RPG-7 stellt eine Kombination aus rückstoßfreiem Geschütz und Raketenwaffe dar. Hier hat das Geschoss zwar einen Raketenmotor; dieser wird jedoch erst nach dem Verlassen des Abschussrohres in einiger Entfernung gezündet, um den Schützen nicht durch den Flammenstrahl zu gefährden. Während des Abschusses handelt es sich also auch hier um ein rückstoßfreies Geschütz. Diese Kombination wurde dann auch bei anderen rückstoßfreien Panzerabwehrhandwaffen verwendet.
Die großen rückstoßfreien Geschütze wurden ab den 1960er Jahren zunehmend von Panzerabwehrlenkwaffen verdrängt. Auch wenn die meisten modernen Armeen die großen rückstoßfreien Geschütze aufgegeben haben, erfreuen sich diese insbesondere bei irregulären Einheiten in Entwicklungsländern großer Beliebtheit. Sie werden auf die Ladefläche ziviler, geländegängige Pick-ups oder Pritschenwägen montiert und bilden so „Technicals“ genannte, improvisierte Kampffahrzeuge. Um die langrohrigen Waffen besser schwenken zu können, wird manchmal das Dach abmontiert.
Im Gegensatz zu den großen rückstoßfreien Geschützen blieben die zu leichten rückstoßfreien Panzerabwehrhandwaffen sehr wohl im Einsatz. Urbane Kampfführung wurde wichtiger und man wollte Panzerabwehrhandwaffen auch in engen Räumen verwenden. Dies ist wegen des Feuerstoßes der Verbrennungsgase nämlich sehr gefährlich für den Schützen und seine Kameraden. Auch deswegen wurde das Prinzip der Gegenmasse für leichte rückstoßfreie Panzerabwehrhandwaffen wiederentdeckt. Dabei wird der Flammenrückschlag deutlich oder vollständig verringert. Die im Jahre 1957 eingeführte jugoslawische RB M57 nutzte Sand als Gegenmasse. Die Panzerfaust 3 verwendet Stahlpulver. Eine speziell für den Häuserkampf entwickelte Version der AT4 nutzt Salzwasser als Gegenmasse.
Auch die Armbrust, wie auch der Nachfolger Matador, nutzen das Gegenmassenprinzip. Bei der Armbrust werden die Plastikkügelchen durch einen Kolben ausgestoßen, der danach das Rohrende abdichtet; dadurch wird der Austritt der Verbrennungsgase sogar vollständig verhindert.
Auch manche tragbaren Panzerabwehrlenkwaffen nutzen das rückstoßfreie Prinzip für den Kaltstart der Lenkwaffe, so z. B. M47 Dragon.

## Zivile Verwendung

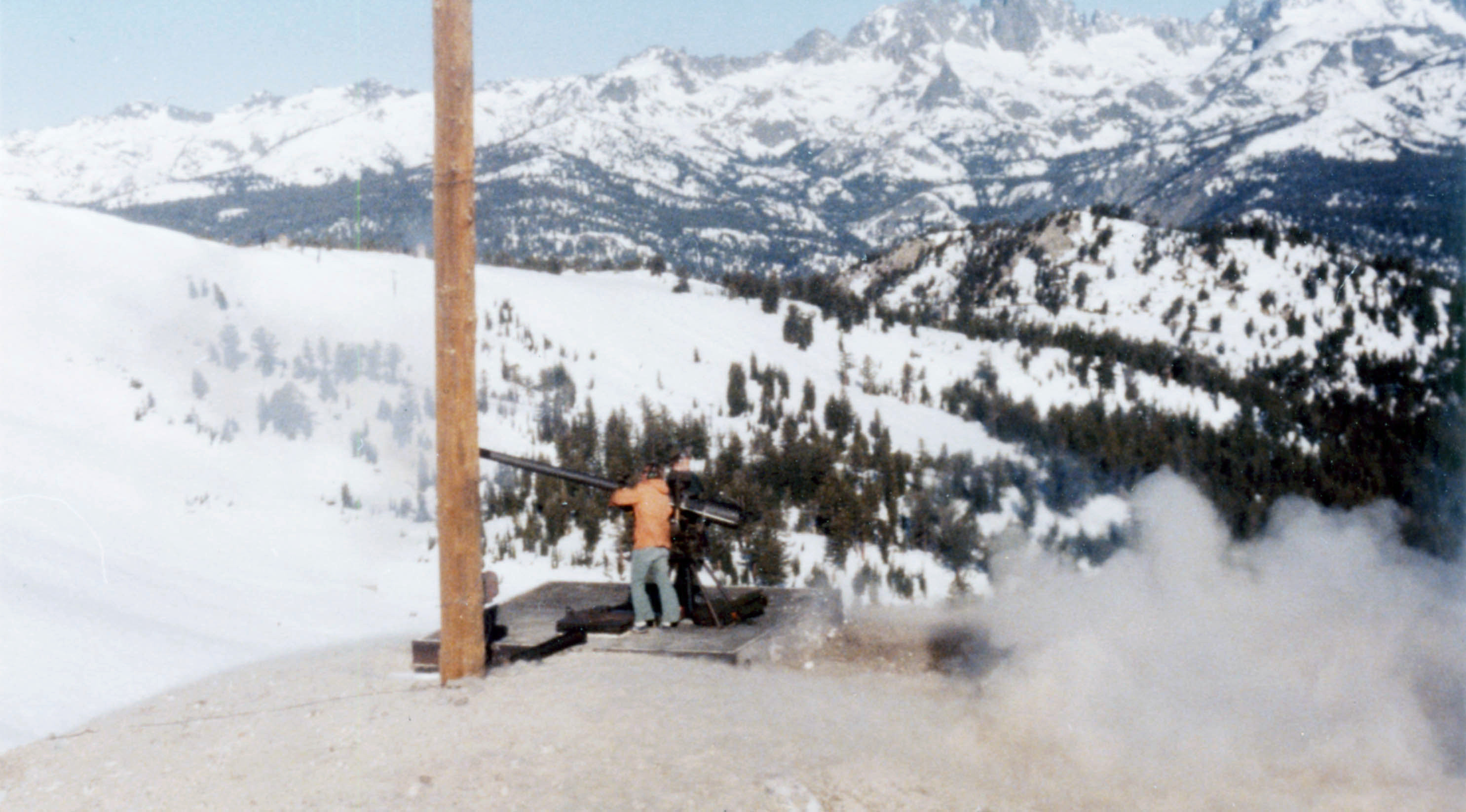
M27 zur künstlichen Lawinenauslösung

Das Prinzip der Gegenmassekanone wurde auch für Forschungszwecke verwendet. Die Sandia National Laboratories führten im Jahre 1975 Penetrationstests des Erdreichs mithilfe einer auf dem Prinzip arbeitenden Vorrichtung durch. Es werden auch ausgesonderte militärische rückstoßfreie Geschütze zur künstlichen Lawinenauslösung verwendet.